# Literaturjahr 1912
Liste der Literaturjahre

◄◄ | 1908 | 1909 | 1910 | 1911 | Literaturjahr 1912 | 1913 | 1914 | 1915 | 1916 | ► | ►►

Weitere Ereignisse

## Ereignisse

### Prosa

#### Deutschsprachige Literatur
- Ende des Jahres: Im Rowohlt-Verlag erscheint Betrachtung, ein Sammelband mit Prosatexten von Franz Kafka. Im selben Jahr verfasst Kafka die Erzählungen Die Verwandlung und Das Urteil, letzteres geschrieben in der Nacht vom 22. auf den 23. September, ohne diese zu veröffentlichen.

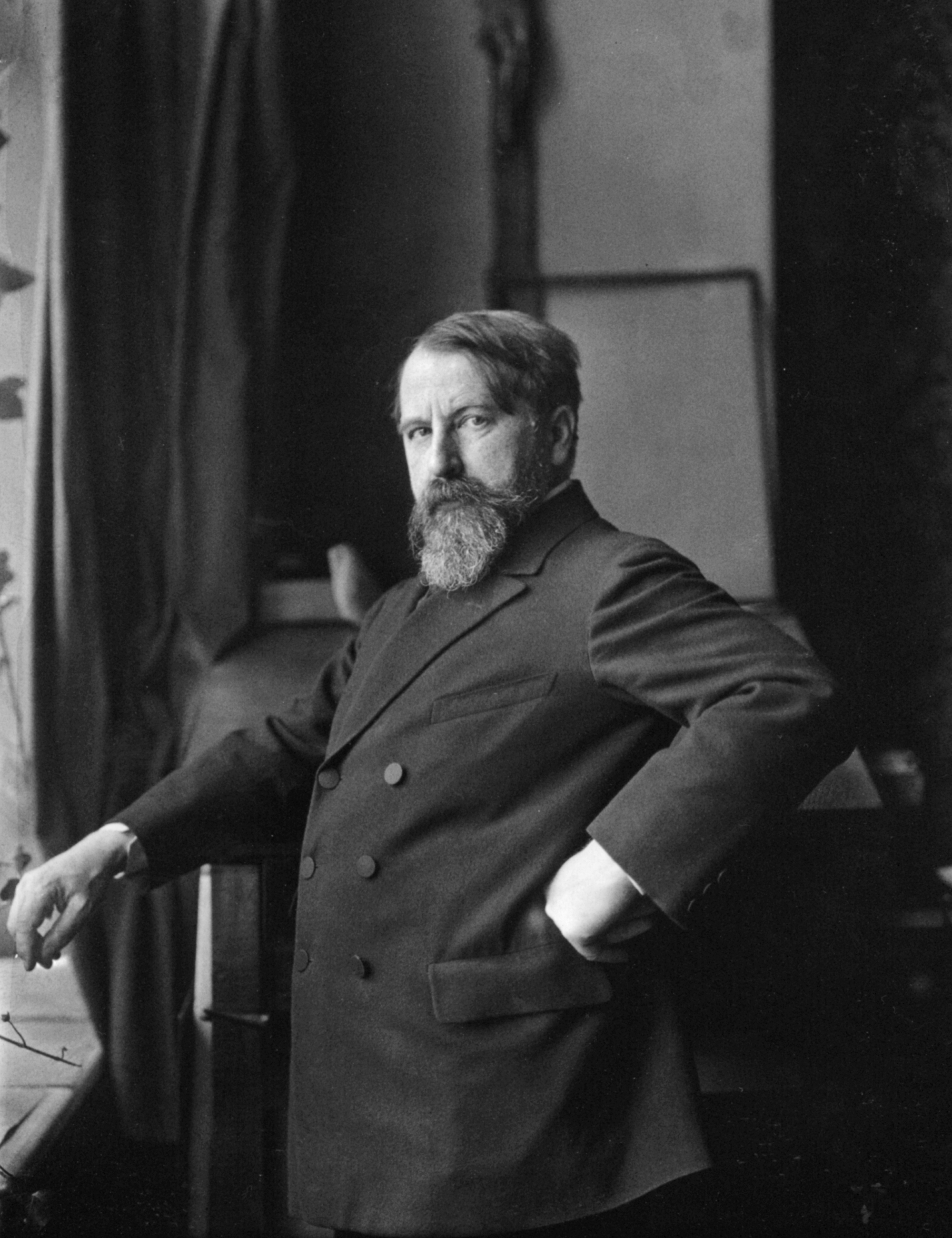
Arthur Schnitzler 1912, Foto von Ferdinand Schmutzer

- Arthur Schnitzlers im S. Fischer Verlag erschienene Novellensammlung Masken und Wunder enthält unter anderem die Erzählungen Der Mörder, Die Hirtenflöte und Das Tagebuch der Redegonda.
- Die Neue Rundschau publiziert erstmals Thomas Manns Novelle Der Tod in Venedig.

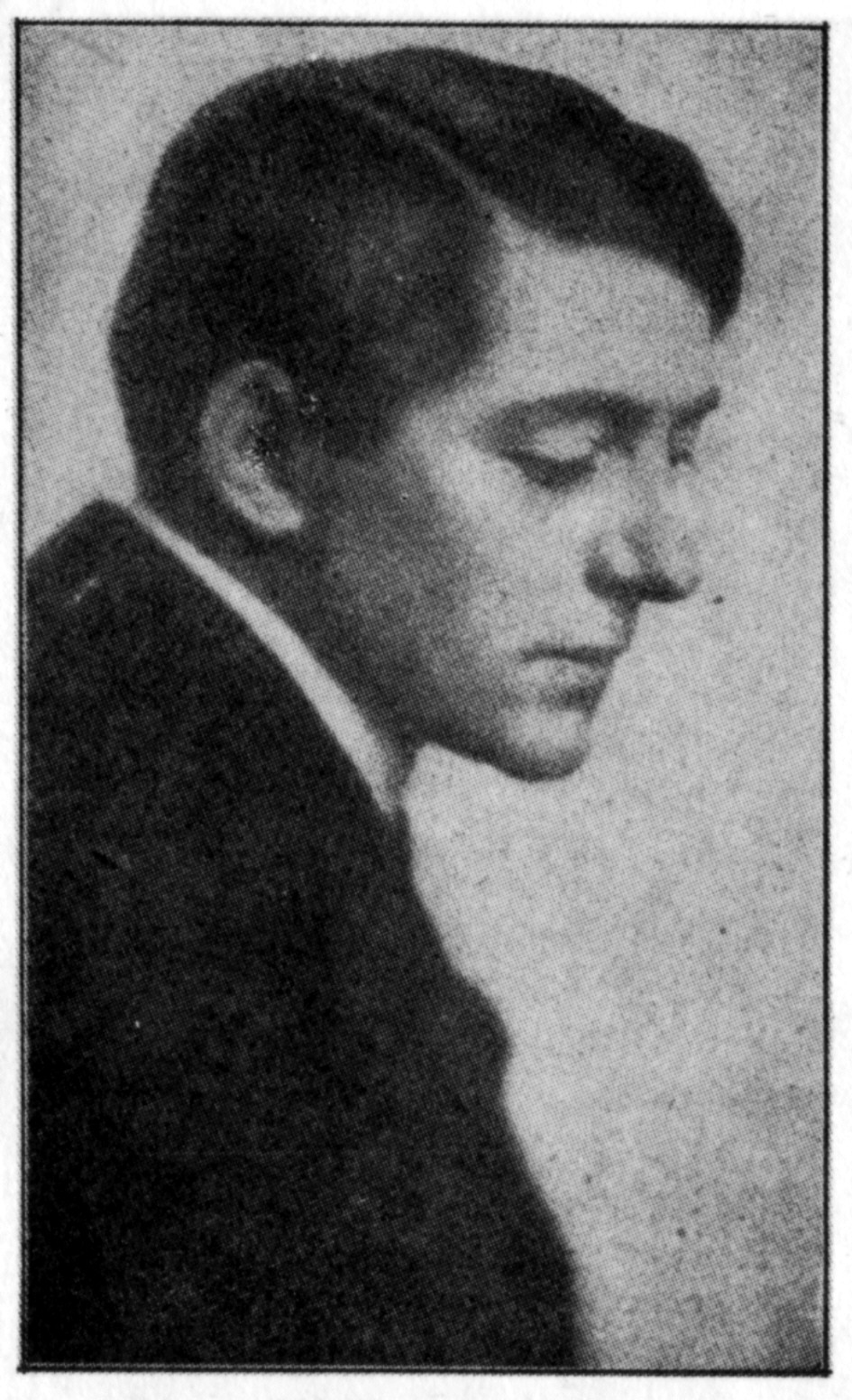
Waldemar Bonsels

- Waldemar Bonsels veröffentlicht Die Biene Maja und ihre Abenteuer. Das Buch wird in den nächsten Jahren in über 40 Sprachen übersetzt und macht seinen Autor weltberühmt.
- Gerhart Hauptmann veröffentlicht den Roman Atlantis.
- Unter dem Arbeitstitel Wahn beginnt Arthur Schnitzler mit der Arbeit an der Novelle Flucht in die Finsternis.
- Von Peter Rosegger erscheint sein letzter Roman Die beiden Hänse als Buchausgabe.
- Der historische Roman Das Eisen im Feuer von Clara Viebig erscheint als Vorabdruck in der Berliner Illustrirten Zeitung.
- Der Pastorenroman Stirb und Werde des evangelischen Pfarrers und Schriftstellers Artur Brausewetter erscheint und wird 1922 von dem Literaturhistoriker Adolf Bartels als bester Pastorenroman nach Polenz’ Pfarrer von Breitendorf bezeichnet.

#### Englischsprachige Literatur
- Februar bis Juni: Under the Moons of Mars (Die Prinzessin vom Mars), der erste Roman aus der Romanreihe John Carter vom Mars von Edgar Rice Burroughs, erscheint im Pulp-Magazin All-Story Magazine.

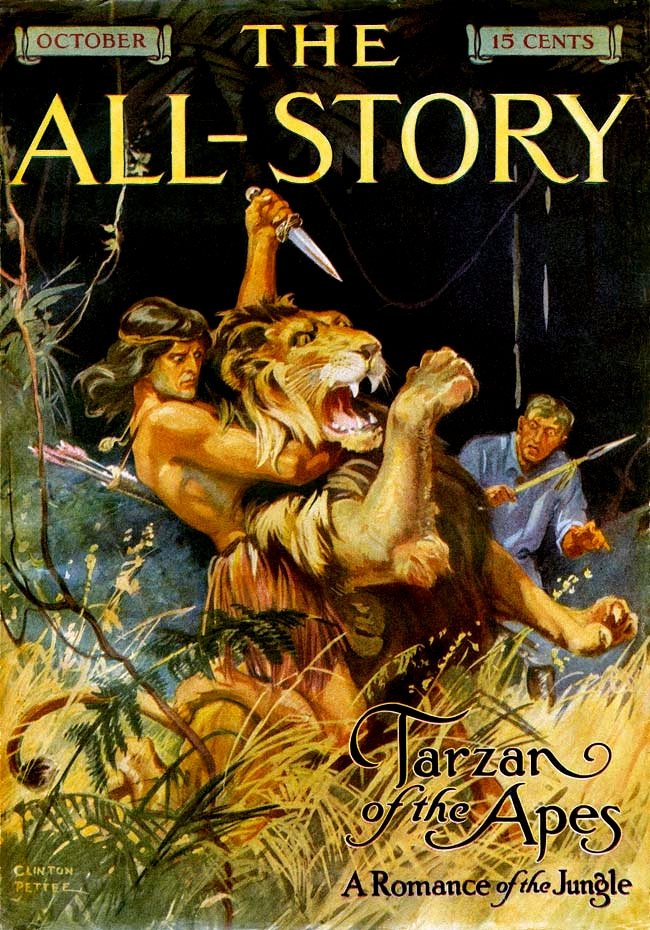
Titel der Zeitschriftenausgabe von Tarzan

- ab Oktober: In der Oktoberausgabe des All-Story Magazine erscheint erstmals Edgar Rice Burroughs’ Roman Tarzan of the Apes (Tarzan bei den Affen).

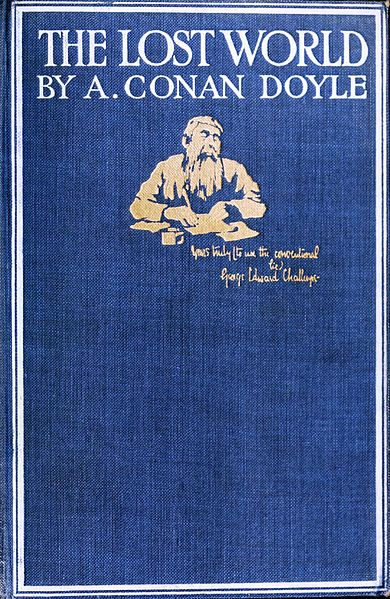
The Lost World, Erstausgabe von 1912

- Der Science-Fiction-Roman The Lost World von Sir Arthur Conan Doyle erscheint.
- Jack London veröffentlicht unter anderem den Abenteuerroman Alaska-Kid über den Klondike-Goldrausch sowie die Erzählung Die Scharlachpest.

#### Russischsprachige Literatur
Von Lew Tolstoi erscheinen postum:
- Nachgelassene Aufzeichnungen des Mönches Fjodor Kusmitsch
- Chodynka
- Macht des Kindes
- Der Traum des jungen Zaren
- Aufzeichnungen eines Wahnsinnigen
- Der Mönchspriester Iliodor (Fragment)
- Wer sind die Mörder? (Fragment)

### Lyrik

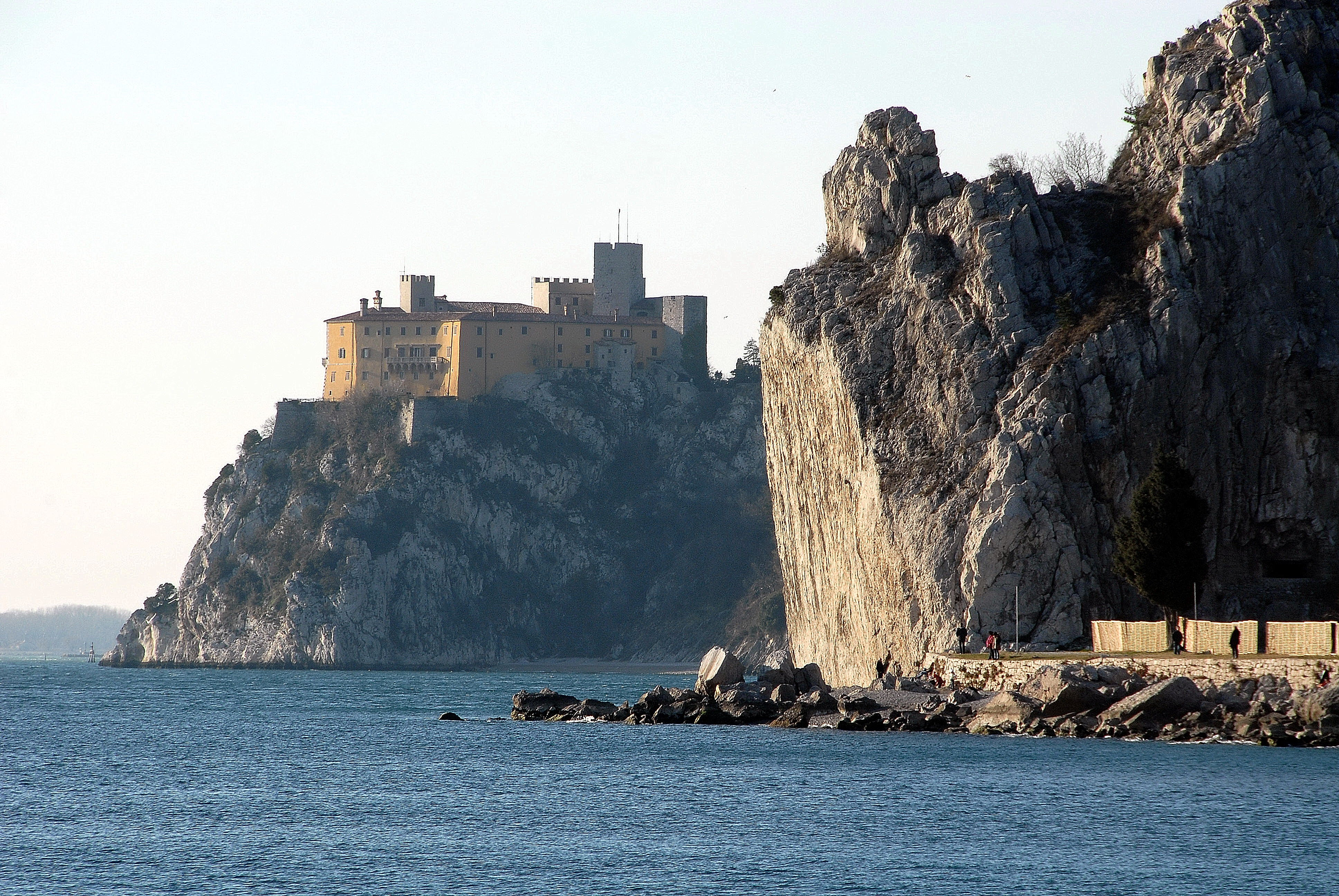
Schloss Duino, rechts davon die Felsen mit dem Rilkeweg nach Sistiana

- Rainer Maria Rilke beginnt auf Schloss Duino bei Triest mit dem Verfassen seiner Duineser Elegien, deren erste er am 21. Januar an seine Gastgeberin Marie von Taxis sendet. Ende Januar / Anfang Februar entsteht die zweite Elegie. Am 9. Mai verlässt Rilke Schloss Duino, nachdem er mit der Arbeit an weiteren Elegien begonnen hat.

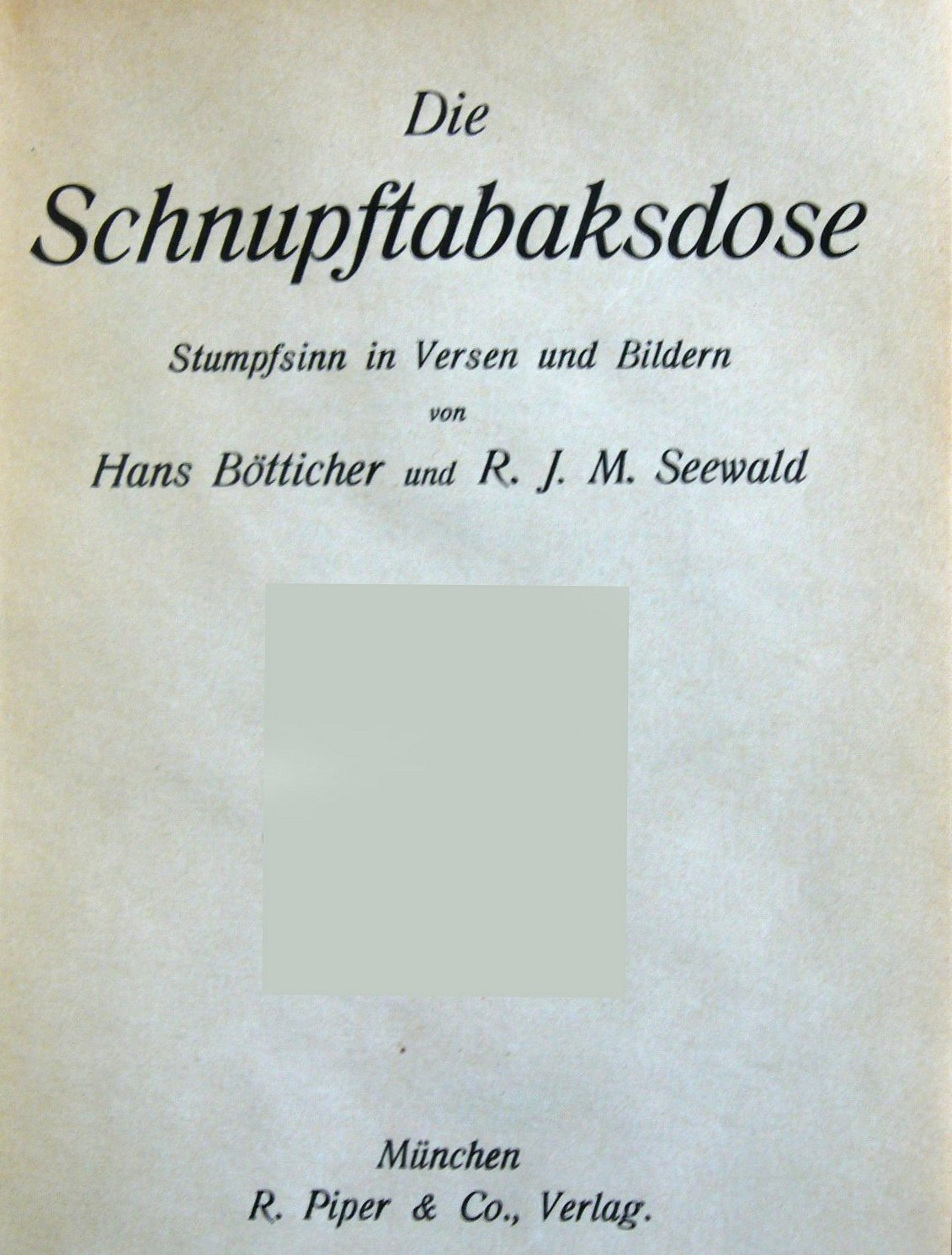
Die Schnupftabaksdose

- Joachim Ringelnatz gibt die Gedichtsammlung Die Schnupftabaksdose heraus; darin enthalten auch Die Ameisen.
- David Einhorn veröffentlicht die jiddische Gedichtsammlung Meyne lieder.
- Edward Marsh veröffentlicht den ersten Sammelband Georgian Poetry.

### Drama
- 22. November: In Oslo wird Det Norske Teatret gegründet, das Stücke in Nynorsk und norwegischen Dialekten aufführt. Erste Leiterin ist Hulda Garborg.
- 28. November: Das Theaterstück Professor Bernhardi von Arthur Schnitzler wird mit Bruno Decarli als Bernhardi und Alfred Abel als Kaplan am Kleinen Theater in Berlin erfolgreich uraufgeführt.
- 07. Dezember: Peterchens Mondfahrt, ein Märchenspiel in sechs Bildern von Gerdt von Bassewitz mit Musik von Josef Achtélik und „in Scene gesetzt“ von Paul Prina wird im Alten Theater Leipzig uraufgeführt. Das Märchen wird nach seinem großen Erfolg 1915 als Buch veröffentlicht.

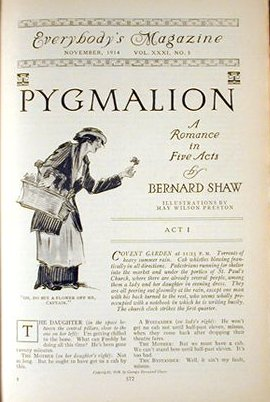
Erste Ausgabe von Shaws Pygmalion

- George Bernard Shaw veröffentlicht das Schauspiel Pygmalion nach Ovids Pygmalion-Stoff. Die Welturaufführung erfolgt am 16. Oktober 1913 in deutscher Sprache in Wien.

- Von Reinhard Sorge erscheint Der Bettler, eine dramatische Sendung; die Uraufführung erfolgt am 23. Dezember 1917 in Berlin.

### Bildende Kunst

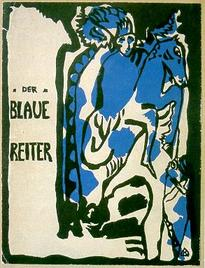
Wassiliy Kandinsky: Titel zum Almanach Der Blaue Reiter

- 26. April: Im Piper Verlag erscheint der Almanach Der Blaue Reiter, herausgegeben von Wassily Kandinsky und Franz Marc. Mäzene des Vorhabens sind der Kunstsammler Bernhard Koehler, der Verleger Reinhard Piper und der Kunsthistoriker Hugo von Tschudi.

### Wissenschaftliche Werke
- Victor Franz Hess veröffentlicht in der Physikalischen Zeitschrift 13 (1912), 1084 die Entdeckung der Höhenstrahlung (Kosmische Strahlung) in der Erdatmosphäre, die ihm am 7. August mit Hilfe von Ballonfahrten gelungen ist.
- Mit seinem theoretischen Hauptwerk Über den nervösen Charakter verhilft Alfred Adler der Individualpsychologie zum Durchbruch.

### Religion
- 07. Juni: In der Enzyklika Lacrimabili statu geht Papst Pius X. auf die Situation der Indianer in Südamerika ein und fordert Bischöfe und Priester auf, sich schützend auf die Seite der Unterdrückten zu stellen.
- 24. September: Der von den deutschen Bischöfen im Gewerkschaftsstreit angerufene Papst Pius X. plädiert in der Enzyklika Singulari quadam dafür, die Mitgliedschaft katholischer Arbeiter in interkonfessionellen Gewerkschaften zu dulden.

### Preisverleihungen

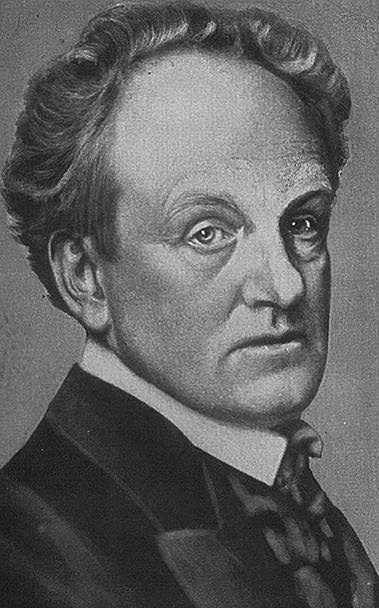
Gerhart Hauptmann

- Gerhart Hauptmann erhält „vornehmlich für seine reiche, vielseitige, hervorragende Wirksamkeit auf dem Gebiete der dramatischen Dichtung“ den Nobelpreis für Literatur.
- Anlässlich des 101. Todestages von Heinrich von Kleist wird erstmals der Kleist-Preis verliehen. Hermann Burte für das Werk Wiltfeber und Reinhard Sorge für Der Bettler, eine dramatische Sendung sind die ersten Preisträger. Die Entscheidung über die Verleihung liegt dabei auf Anregung von Richard Dehmel nicht bei der Mehrheit der Stiftungsräte der Kleist-Stiftung, sondern jährlich bei einer einzigen „Vertrauensperson“.

### Olympische Spiele
- 5. Mai bis 27. Juli: Bei den Olympischen Spielen in Stockholm werden auch Kunstwettbewerbe abgehalten. In der Disziplin Literatur gewinnt Pierre de Coubertin unter dem Pseudonym Georges Hohrod und Martin Eschbach die Goldmedaille für seine Ode an den Sport.

### Bibliotheken und Verlagswesen

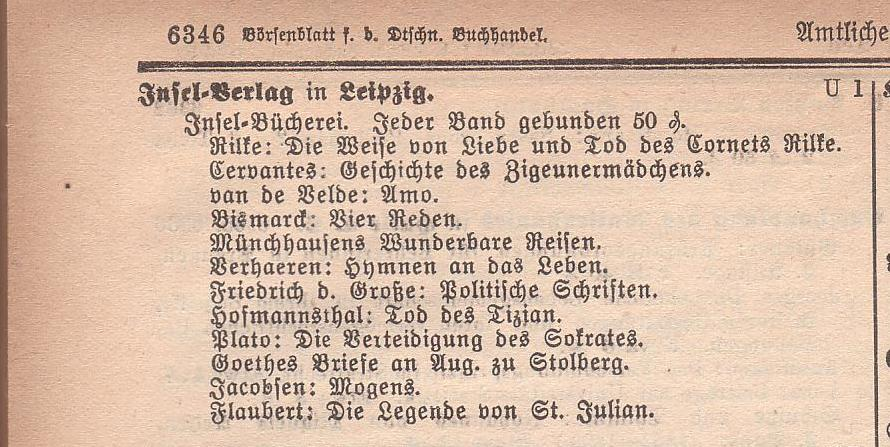
Ankündigung der ersten 12 IB-Bände im amtlichen Teil des Börsenblatts Nr. 118 vom 23. Mai 1912

Insel-Bücherei Nr. 1, Rainer Maria Rilke: Cornet

- 23. Mai: Der Insel-Verlag kündigt durch ein Rundschreiben an die deutschen Buchhändler und eine Schaltung in Nr. 118 des Börsenblatts für den Deutschen Buchhandel die Gründung der Insel-Bücherei an. Die von Hand gesetzten ersten zwölf Bände werden am 2. Juli ausgeliefert. Der erste Band beinhaltet Rainer Maria Rilkes Erzählung Cornet.
- 25. September: Der Börsenverein der Deutschen Buchhändler verkündet in Leipzig die Errichtung der Deutschen Bücherei.

- Der Reclam-Verlag stellt in Erfurt erstmals Buchautomaten zum Verkauf von Büchern auf.

### Sonstiges
- 20. Februar: Filippo Tommaso Marinetti veröffentlicht in der Pariser Tageszeitung Le Figaro das Technische Manifest der futuristischen Literatur.
- 22. März: Karl May hält in Wien einen Vortrag mit dem Titel Empor ins Reich der Edelmenschen, bei dem auch die Friedensnobelpreisträgerin Bertha von Suttner anwesend ist. Eine Woche später stirbt er 70-jährig in Radebeul.
- 10. August: Virginia Stephen heiratet Leonard Sydney Woolf.

- um 1912: Im anglo-amerikanischen Raum entsteht die literarische Bewegung des Imagismus.

## Geboren

### Erstes Halbjahr
- 02. Januar: Jaspar von Oertzen, deutscher Schauspieler, Regisseur, Autor und Politiker († 2008)
- 03. Januar: Wolf von Aichelburg, rumänisch-deutscher Schriftsteller († 1994)
- 06. Januar: Pawoł Nowotny, sorbischer Literaturhistoriker und Volkskundler († 2010)
- 14. Januar: Rudolf Hagelstange, deutscher Schriftsteller († 1984)
- 14. Januar: Tillie Olsen, US-amerikanische Schriftstellerin († 2007)
- 16. Januar: Franz Tumler, österreichischer Schriftsteller († 1998)
- 27. Januar: Marc Daniels, US-amerikanischer Filmregisseur, Filmproduzent und Drehbuchautor († 1989)
- 30. Januar: Barbara Tuchman, US-amerikanische Reporterin und Autorin († 1989)

- 11. Februar: Roy Fuller, britischer Dichter und Schriftsteller († 1991)
- 13. Februar: Antonia Pozzi, italienische Dichterin († 1938)
- 17. Februar: Andre Norton, US-amerikanische Schriftstellerin († 2005)
- 20. Februar: Pierre Boulle, französischer Schriftsteller († 1994)

- 15. März: Louis Paul Boon, belgischer Schriftsteller († 1979)
- 15. März: Leopold Schmidt, österreichischer Volkskundler, Kulturwissenschaftler und Erzählforscher († 1981)
- 28. März: Léon-Gontran Damas, guyanischer Schriftsteller († 1978)

- 01. April: Yoshida Ken’ichi, japanischer Schriftsteller († 1977)
- 07. April: Valère Depauw, belgischer Schriftsteller († 1994)
- 08. April: Walentin Chorell, finnlandschwedischer Schriftsteller und Drehbuchautor († 1983)
- 09. April: Lew Sinowjewitsch Kopelew, russischer Schriftsteller († 1997)
- 26. April: Alfred Elton van Vogt, kanadischer Science-Fiction-Autor († 2000)
- 30. April: Rudolf Pörtner, deutscher Schriftsteller und Historiker († 2001)

- 02. Mai: Axel Springer, Gründer und Inhaber des Axel Springer-Verlags († 1985)
- 02. Mai: Marten Toonder, niederländischer Comiczeichner († 2005)
- 05. Mai: Peter Jokostra, Schriftsteller und Literaturkritiker († 2007)
- 08. Mai: Gertrud Fussenegger, österreichische Schriftstellerin († 2009)
- 16. Mai: Studs Terkel, US-amerikanischer Schriftsteller und Radiomoderator († 2008)
- 17. Mai: Percy Young, britischer Musikschriftsteller und Komponist († 2004)
- 20. Mai: J. L. Carr, britischer Schriftsteller († 1994)
- 27. Mai: John Cheever, US-amerikanischer Schriftsteller († 1982)
- 28. Mai: Patrick White, australischer Literaturnobelpreisträger († 1990)

- 01. Juni: Herbert Tichy, österreichischer Schriftsteller, Geologe, Journalist und Bergsteiger († 1987)
- 13. Juni: Hector de Saint-Denys Garneau, kanadischer Lyriker und Essayist († 1943)
- 15. Juni: Friedrich Kaulbach, deutscher Philosoph († 1992)
- 24. Juni: Mary Wesley, britische Schriftstellerin († 2002)
- 28. Juni: Carl Friedrich von Weizsäcker, deutscher Physiker und Philosoph († 2007)
- 29. Juni: Werner Lansburgh, deutscher Schriftsteller und Publizist († 1990)
- 30. Juni: Avigdor Dagan, tschechischer Dichter, Prosaist und Publizist jüdischer Herkunft († 2006)

### Zweites Halbjahr
- 01. Juli: Inge von Wangenheim, deutsche Schriftstellerin und Schauspielerin († 1993)
- 03. Juli: Elizabeth Taylor, britische Schriftstellerin († 1975)
- 06. Juli: Heinrich Harrer, österreichischer Autor, Forschungsreisender, Bergsteiger († 2006)
- 10. Juli: Hans Meyers, deutscher Künstler, Autor († 2013)
- 13. Juli: Paul Deitenbeck, deutscher Pfarrer und Schriftsteller († 2000)
- 19. Juli: John Boyd, nordirischer Dramatiker († 2002)
- 10. August: Jorge Amado, brasilianischer Autor († 2001)
- 12. August: Samuel Fuller, US-amerikanischer Regisseur, Drehbuchautor und Schauspieler († 1997)
- 14. August: Erwin Strittmatter, deutsch-sorbischer Schriftsteller († 1994)
- 15. August: Guido Morselli, italienischer Schriftsteller († 1973)
- 21. August: Robert Lips, Schweizer Comiczeichner († 1975)
- 23. August: Miya Shūji, japanischer Lyriker († 1986)
- 25. August: Fukuda Tsuneari, japanischer Dramatiker, Übersetzer und Literaturkritiker († 1994)
- 21. September: Chuck Jones, US-amerikanischer Comiczeichner († 2002)
- 27. September: Maria Luise Thurmair, Südtiroler Autorin von Gedichten und Kirchenliedern († 2005)
- 29. September: Michelangelo Antonioni, italienischer Filmregisseur, Autor und Maler († 2007)
- 03. Oktober: Fritz Tobias, deutscher Beamter und Autor († 2011)
- 31. Oktober: Jean Améry, österreichischer Schriftsteller († 1978)
- 08. November: Berent Schwineköper, deutscher Archivar und Historiker († 1993)
- 18. November: Walter Schulz, deutscher Philosoph († 2000)
- 20. November: Otto von Habsburg, deutsch-österreichischer Politiker und Autor († 2011)
- 22. November: Goede Gendrich, deutscher Forstmann und Jagdschriftsteller († 2000)
- 25. November: Francis Durbridge, englischer Krimi-Schriftsteller († 1998)
- 03. Dezember: Helmut Kindler, deutscher Verleger († 2008)
- 08. Dezember: Jura Soyfer, österreichischer Schriftsteller († 1939)
- 12. Dezember: Thorbjørn Egner, norwegischer Kinderbuchautor († 1990)
- 21. Dezember: Jean Grosjean, französischer Lyriker, Schriftsteller, Herausgeber und Übersetzer († 2006)

## Gestorben
- 03. Januar: Felix Dahn, deutscher Professor für Rechtswissenschaften, Schriftsteller, Historiker (* 1834)
- 16. Januar: Georg Heym, deutscher Schriftsteller, Vertreter des frühen Expressionismus (* 1887)
- 29. Januar: Herman Bang, dänischer Schriftsteller (* 1857)
- 02. Februar: Josef Ettlinger, deutscher Journalist und Literaturhistoriker (* 1869)
- 14. Februar: Sigismund Rahmer, deutscher Arzt, Schriftsteller und Herausgeber (* 1863)
- 02. März: Vilém Mrštík, tschechischer Schriftsteller, Dramaturg, Übersetzer und Literaturkritiker (* 1863)
- 06. März: Heinrich Kämpchen, deutscher Schriftsteller (* 1847)

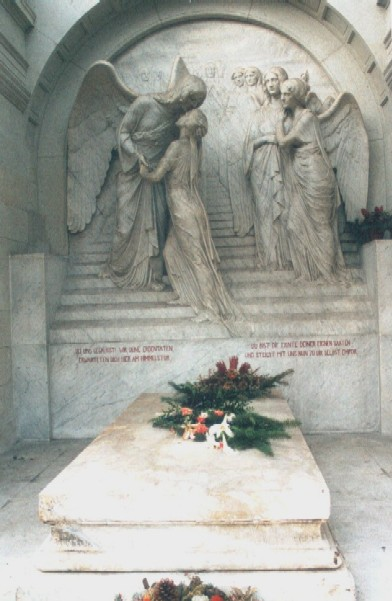
Das May-Grabmal in Radebeul mit Marmorrelief von Selmar Werner

- 30. März: Karl May, deutscher Schriftsteller (* 1842)
- 06. April: Giovanni Pascoli, italienischer Dichter (* 1855)
- 09. April: Gottfried Strasser, Pfarrer und Dichter (* 1854)
- 15. April: John Jacob Astor IV, US-amerikanischer Geschäftsmann, Erfinder und Schriftsteller (* 1864)
- 15. April: Jacques Futrelle, amerikanischer Schriftsteller (* 1875)
- 20. April: Marian Sarah Ogilvie Farquharson, britische Autorin, Botanikerin, Mikroskopistin und Frauenrechtlerin (* 1846)

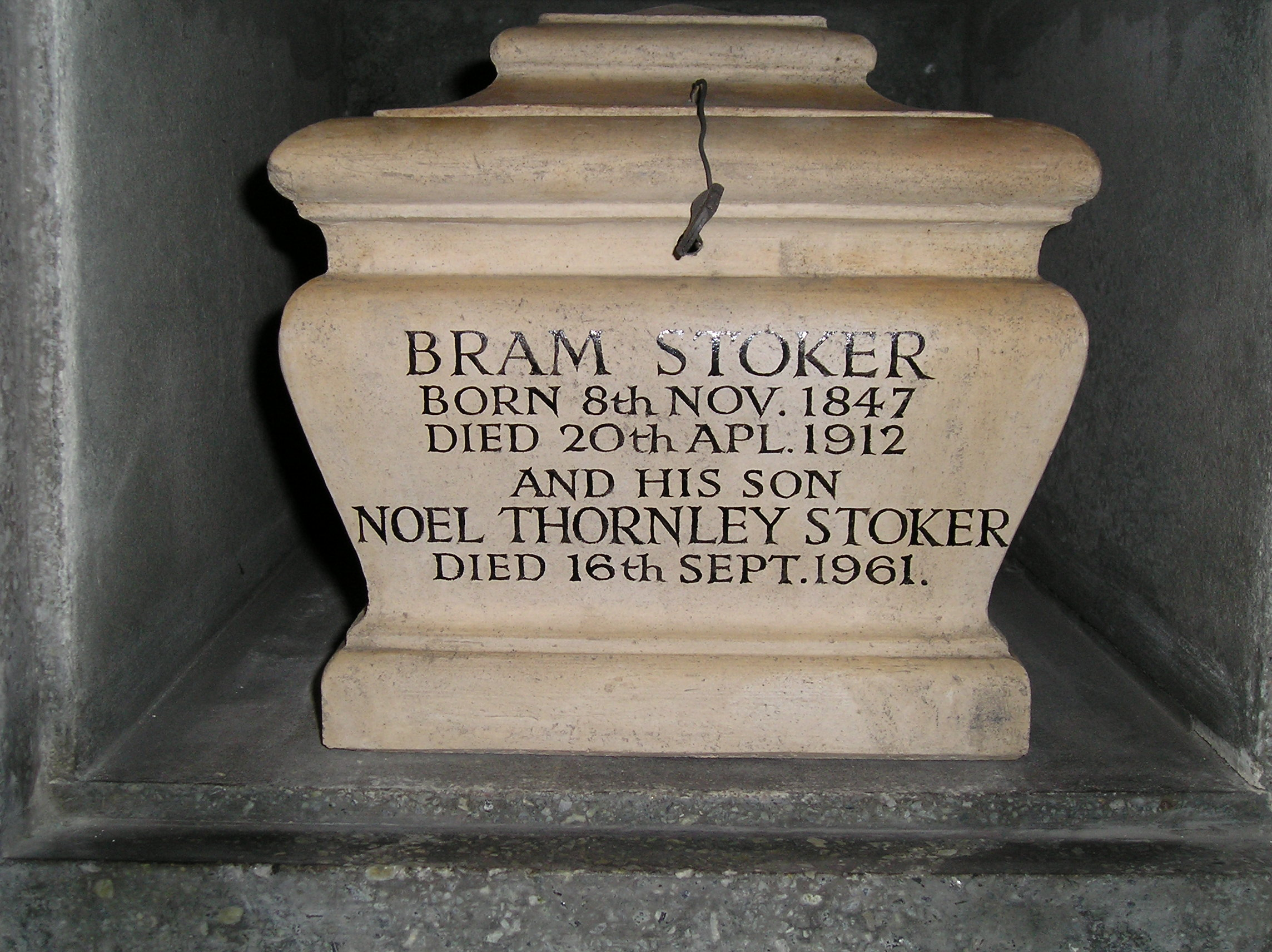
Bram Stokers Urne

- 20. April: Bram Stoker, irischer Schriftsteller (* 1847)
- 25. April: Wacław Rolicz-Lieder, polnischer Lyriker (* 1866)
- 14. Mai: August Strindberg, schwedischer Schriftsteller und Dramatiker (* 1849)
- 19. Mai: Bolesław Prus, polnischer Schriftsteller (* 1847)
- 22. Juni: Ion Luca Caragiale, rumänischer Schriftsteller (* 1852)
- 13. Juli: Ernst Goll, österreichischer Dichter (* 1887)
- 16. August: Johann Martin Schleyer, katholischer Priester, Lyriker und Philanthrop (* 1831)
- 24. August: Alexei Suworin, russischer Verleger und Publizist (* 1834)
- 09. September: Bertha Behrens, deutsche Schriftstellerin (* 1848)
- 13. September: Joseph Furphy, australischer Schriftsteller (* 1843)
- 30. September: Thornton Chase, US-amerikanischer Autor (* 1847)
- 07. Oktober: Jakob Minor, österreichischer Literaturhistoriker (* 1855)
- 03. November: Anton von Perfall, deutscher Jagdschriftsteller (* 1853)
- 13. November: Teréza Nováková, tschechische Schriftstellerin, Vertreterin des Realismus und der Dorfprosa (* 1853)
- 09. Dezember: Louis de Gramont, französischer Journalist, Dramatiker und Librettist (* 1854)